# Onthophagus vaulogeri
Onthophagus vaulogeri là một loài bọ cánh cứng trong họ Bọ hung (Scarabaeidae).